# Nautilus vanuatuensis
Espèce
Nautilus vanuatuensis est une espèce de nautiles marins endémique de la région entourant le Vanuatu, dans le Pacifique sud.

## Description
C'est un nautile typique, que l'on distingue de ses congénères par sa coquille abondamment colorée de rouge (c'est la seule espèces à avoir toujours plus de rouge que de blanc) et un ombilic recouvert par une partie du manteau (contrairement à l'espèce de Nouvelle-Calédonie Nautilus macromphalus). La coquille mesure en moyenne 15,6 cm de diamètre. 

## Habitat
Nautilus vanuatuensis est une espèce qui vit essentiellement en eaux profondes (200-400 m) mais remonte parfois la nuit près des côtes, notamment en hiver. Elle semble endémique du Vanuatu, où c'est apparemment la seule espèce.

## Systématique
L'espèce Nautilus vanuatuensis a été décrite en 2023 par Gregory J. Barord (d), David J. Combosch (d), Gonzalo Giribet (d), Neil Landman (d), Sarah Lemer (d), Job Lukas Cuyno Veloso (d) et Peter Ward.

## Étymologie
Son nom spécifique, composé de Vanuatu et du suffixe latin -ensis, « qui vit dans, qui habite », lui a été donné en référence au lieu de sa découverte,. 

## Publication originale
- (en) Gregory J. Barord, David J. Combosch, Gonzalo Giribet, Neil Landman, Sarah Lemer, Job Veloso et Peter D. Ward, « Three new species of Nautilus Linnaeus, 1758 (Mollusca, Cephalopoda) from the Coral Sea and South Pacific », ZooKeys, Sofia, Pensoft Publishers (d), vol. 1143,‎ 25 janvier 2023, p. 51-69 (ISSN 1313-2989 et 1313-2970, OCLC 248547717, DOI 10.3897/ZOOKEYS.1143.84427, lire en ligne).